# Futbol'nyj Klub Černihiv 2021-2022
Questa voce raccoglie le informazioni riguardanti il Futbol'nyj Klub Černihiv nelle competizioni ufficiali della stagione 2021-2022.

## Stagione
Nella stagione 2021-2022 il F.K.Černihiv ha disputato la Perša Liha, massima serie del campionato ucraino di calcio.

## Maglie e sponsor
Lo sponsor tecnico per la stagione 2021-2022 è stato Joma.
| Casa | Trasferta | Terza divisa |

## Rosa 2021-2022
Aggiornato al 3 Novembre 2023
| N. |                    | Ruolo | Calciatore            |
| -- | ------------------ | ----- | --------------------- |
| 2  | Ucraina (bandiera) | D     | Igor Samoylenko       |
| 3  | Ucraina (bandiera) | D     | Taras Movlyan         |
| 3  | Ucraina (bandiera) | D     | Maksym Shumylo        |
| 5  | Ucraina (bandiera) | D     | Anatoliy Romanchenko  |
| 6  | Ucraina (bandiera) | C     | Andrij Veresotskyi    |
| 7  | Ucraina (bandiera) | C     | Dmytro Myronenko      |
| 8  | Ucraina (bandiera) | C     | Andrij Makarenko      |
| 9  | Ucraina (bandiera) | C     | Kyrylo Kryvoborodenko |
| 10 | Ucraina (bandiera) | C     | V"jačeslav Kojdan     |
| 11 | Ucraina (bandiera) | A     | Igor Samoylenko       |
| 11 | Ucraina (bandiera) | C     | Kyrylo Kryvoborodenko |
| 12 | Ucraina (bandiera) | P     | Artem Padun           |
| 15 | Ucraina (bandiera) | D     | Andrij Lakeyenko      |
| 17 | Ucraina (bandiera) | C     | Andriy Porokhnya      |

| N. |                    | Ruolo | Calciatore                |
| -- | ------------------ | ----- | ------------------------- |
| 18 | Ucraina (bandiera) | C     | Vitaliy Mentey            |
| 19 | Ucraina (bandiera) | D     | Dmytro Borshch (capitano) |
| 20 | Ucraina (bandiera) | C     | Artur Bybik               |
| 21 | Ucraina (bandiera) | A     | Denys Kildiy              |
| 21 | Ucraina (bandiera) | D     | Vladyslav Kosov           |
| 22 | Ucraina (bandiera) | P     | Oleksandr Roshchynskyi    |
| 23 | Ucraina (bandiera) | D     | Oleksiy Zenchenko         |
| 24 | Ucraina (bandiera) | A     | Bohdan Lytvynenko         |
| 27 | Ucraina (bandiera) | A     | Maksym Chaus              |
| 30 | Ucraina (bandiera) | C     | Artur Bybik               |
| 35 | Ucraina (bandiera) | P     | Oleksandr Shyray          |
| 77 | Ucraina (bandiera) | C     | Maksym Serdyuk            |
| 95 | Ucraina (bandiera) | C     | Bogdan Lazarenko          |
| 95 | Ucraina (bandiera) | D     | Mykyta Grebenshchykov     |

## Calciomercato

### Sessione estiva (dall'1/9 al 5/10)
| Acquisti         | Acquisti              | Acquisti            | Acquisti  |
| R.               | Nome                  | da                  | Modalità  |
| ---------------- | --------------------- | ------------------- | --------- |
| P                | Artem Padun           | Avanhard Koryukivka | svicolato |
| C                | Andriy Porokhnya      | Kudrivka            | svicolato |
| D                | Igor Samoylenko       | Desna-2 Černihiv    | svicolato |
| A                | Bohdan Lytvynenko     | Desna-3 Černihiv    | svicolato |
| D                | Maxim Shumilo         | Desna-3 Černihiv    | svicolato |
| C                | Denys Kildiy          | Junist Černihiv     | svicolato |
| A                | Mykyta Grebenshchykov | Junist Černihiv     | svicolato |
| Altre operazioni |                       |                     |           |
| R.               | Nome                  | da                  | Modalità  |

| Cessioni         | Cessioni               | Cessioni        | Cessioni   |
| R.               | Nome                   | a               | Modalità   |
| ---------------- | ---------------------- | --------------- | ---------- |
| M                | Denys Sadovyi          | -               | svincolato |
| D                | Anatoliy Naumenko      | -               | svincolato |
| D                | Teymuraz Mchedlishvili | -               | ritirato   |
| C                | V"jačeslav Kojdan      | Olimpik Donec'k | svincolato |
| D                | Oleksandr Konopko      | -               | ritirato   |
| P                | Artem Lutchenko        | -               | ritirato   |
| C                | Vladyslav Kosov        | -               | svincolato |
| Altre operazioni |                        |                 |            |
| R.               | Nome                   | a               | Modalità   |

### Sessione invernale (dal 4/1 all'1/2)
| Acquisti         | Acquisti          | Acquisti        | Acquisti   |
| R.               | Nome              | da              | Modalità   |
| ---------------- | ----------------- | --------------- | ---------- |
| C                | V"jačeslav Kojdan | Olimpik Donec'k | definitivo |
| R.               | Nome              | da              | Modalità   |
| Altre operazioni |                   |                 |            |
| R.               | Nome              | da              | Modalità   |

| Cessioni         | Cessioni         | Cessioni | Cessioni   |
| R.               | Nome             | a        | Modalità   |
| ---------------- | ---------------- | -------- | ---------- |
| A                | Vladyslav Kyryn  | Kudrivka | svincolato |
| C                | Bohdan Lazarenko | -        | svincolato |
| D                | Igor Samoylenko  | -        | svincolato |
| Altre operazioni |                  |          |            |
| R.               | Nome             | a        | Modalità   |

## Risultati

### Coppa d'Ucraina

#### Risultati
| Arbitro: | V.Faida (Leopoli) |

|                                        |                      |                                                    |
| 12’ Lakeyenko (org)                    | Marcatori            | 76’ Porokhnya Chaus                                |
| Pohranichnyi Potopalsky Dovhyi Nivaldo | Tiri di rigore 3 – 5 | Borshch Porokhnya Zenchenko Shumylo Kryvoborodenko |

| Arbitro: | A.Mykhailyuk (Kiev) |

|               |           |                                                                         |
| Porokhnya 86’ | Marcatori | Karnoza 14’ Shmyhelskyi 34’ Ahapov 82’ Zahynajlov 89’ Pidnebennoy 90+4’ |

## Statistiche

### Statistiche di squadra
| Competizione    | Punti | In casa | In casa | In casa | In casa | In casa | In casa | In trasferta | In trasferta | In trasferta | In trasferta | In trasferta | In trasferta | Totale | Totale | Totale | Totale | Totale | Totale | DR |
| Competizione    | Punti | G       | V       | N       | P       | Gf      | Gs      | G            | V            | N            | P            | Gf           | Gs           | G      | V      | N      | P      | Gf     | Gs     | DR |
| --------------- | ----- | ------- | ------- | ------- | ------- | ------- | ------- | ------------ | ------------ | ------------ | ------------ | ------------ | ------------ | ------ | ------ | ------ | ------ | ------ | ------ | -- |
| Perša Liha      | 0     | 9       | 3       | 4       | 2       | 14      | 10      | 8            | 1            | 1            | 5            | 7            | 16           | 17     | 4      | 5      | 7      | 21     | 26     | -5 |
| Coppa d'Ucraina |       | 1       | 0       | 0       | 1       | 1       | 5       | 1            | 0            | 0            | 0            | 1            | 1            | 2      | 1      | 1      | 1      | 2      | 6      | -4 |
| Totale          |       | 10      | 3       | 4       | 3       | 15      | 15      | 9            | 1            | 1            | 5            | 8            | 17           | 19     | 5      | 6      | 8      | 23     | 34     | -9 |

### Statistiche dei giocatori
Sono in corsivo i calciatori che hanno lasciato la società a stagione in corso.
| Giocatore         | Perša Liha | Perša Liha | Perša Liha  | Perša Liha | Coppa Ucraina | Coppa Ucraina | Coppa Ucraina | Coppa Ucraina | Totale   | Totale | Totale      | Totale     |
| Giocatore         | Presenze   | Reti       | Ammonizioni | Espulsioni | Presenze      | Reti          | Ammonizioni   | Espulsioni    | Presenze | Reti   | Ammonizioni | Espulsioni |
| ----------------- | ---------- | ---------- | ----------- | ---------- | ------------- | ------------- | ------------- | ------------- | -------- | ------ | ----------- | ---------- |
| A. Bybik          | 16         | 0          | 0           | 0          | 2             | 0             | 0             | 0             | 18       | 0      | 0           | 0          |
| D. Borshch        | 17         | 0          | 0           | 0          | 2             | 0             | 0             | 0             | 19       | 0      | 0           | 0          |
| M. Chaus          | 13         | 0          | 0           | 0          | 1             | 0             | 0             | 0             | 14       | 0      | 0           | 0          |
| M. Hrebenshchykov | 4          | 0          | 0           | 0          | 0             | 0             | 0             | 0             | 4        | 0      | 0           | 0          |
| V. Kojdan         | 0          | 0          | 0           | 0          | 0             | 0             | 0             | 0             | 0        | 0      | 0           | 0          |
| V. Kyryn          | 0          | 0          | 0           | 0          | 0             | 0             | 0             | 0             | 0        | 0      | 0           | 0          |
| V. Kosov          | 0          | 0          | 0           | 0          | 0             | 0             | 0             | 0             | 0        | 0      | 0           | 0          |
| K. Kryvoborodenko | 16         | 1          | 2           | 0          | 0             | 0             | 1             | 0             | 16       | 1      | 3           | 0          |
| A. Kokhanovskyi   | 2          | 0          | 0           | 0          | 0             | 0             | 0             | 0             | 2        | 0      | 0           | 0          |
| A. Lakeyenko      | 15         | 0          | 0           | 0          | 2             | 0             | 0             | 0             | 17       | 0      | 0           | 0          |
| B. Lazarenko      | 14         | 3          | 0           | 0          | 1             | 0             | 0             | 0             | 15       | 3      | 0           | 0          |
| B. Lytvynenko     | 12         | 2          | 0           | 0          | 2             | 0             | 0             | 0             | 14       | 2      | 0           | 0          |
| A. Makarenko      | 8          | 0          | 0           | 0          | 1             | 0             | 0             | 0             | 9        | 0      | 0           | 0          |
| V. Mentey         | 15         | 3          | 0           | 0          | 1             | 0             | 0             | 0             | 16       | 3      | 0           | 0          |
| D. Myronenko      | 17         | 1          | 0           | 0          | 2             | 0             | 0             | 0             | 19       | 1      | 0           | 0          |
| A. Padun          | 0          | 0          | 0           | 0          | 0             | 0             | 0             | 0             | 0        | 0      | 0           | 0          |
| A. Porokhnya      | 15         | 1          | 0           | 0          | 2             | 2             | 0             | 0             | 17       | 3      | 0           | 0          |
| A. Romanchenko    | 16         | 3          | 0           | 0          | 1             | 0             | 0             | 0             | 17       | 3      | 0           | 0          |
| O. Roshchynskyi   | 5          | 0          | 0           | 0          | 2             | 0             | 0             | 0             | 7        | 0      | 0           | 0          |
| I. Samoylenko     | 4          | 0          | 0           | 0          | 1             | 0             | 0             | 0             | 5        | 0      | 0           | 0          |
| M. Serdyuk        | 17         | 1          | 0           | 0          | 1             | 0             | 0             | 0             | 18       | 1      | 0           | 0          |
| V. Shkolnyi       | 6          | 0          | 1           | 0          | 0             | 0             | 0             | 0             | 6        | 0      | 1           | 0          |
| M. Shumylo        | 16         | 0          | 0           | 0          | 0             | 0             | 0             |               | 16       | 0      | 0           | 0          |
| O. Shyray         | 13         | 0          | 0           | 0          | 0             | 0             | 0             | 0             | 13       | 0      | 0           | 0          |
| A. Veresotskyi    | 0          | 0          | 0           | 0          | 0             | 0             | 0             | 0             | 0        | 0      | 0           | 0          |
| O. Zenchenko      | 15         | 2          | 0           | 0          | 1             | 0             | 0             | 0             | 16       | 2      | 0           | 0          |